# Queenborough
Queenborough – miasto w Wielkiej Brytanii, w Anglii, w dystrykcie Swale, na wyspie Sheppey. Położone jest przy ujściu Tamizy i Medway. Miasto zamieszkuje 3689 osób.

## Historia
Miasto istnieje od czasów saksońskich, zwane Cyningburh. W średniowieczu istniał tu zamek, który chronił statki przepływające przez Swale pod dowództwem Edwarda III w okresie wojny stuletniej z Francją. Zamek aż do XVI wieku spełniał istotną rolę w obronności tej części Anglii. W XVII wieku miasto, podówczas ośrodek pozyskiwania ostryg odegrało istotną rolę w angielskiej wojnie domowej, kiedy to została zaatakowana przez Holendrów podczas bitwy morskiej pod Medway.